# 大頭仔
《大頭仔》為1988年鴻泰有限公司將台灣中部黑道角頭老大吳進成（綽號「大頭仔」）撰寫的自傳《我在黑社會的日子》改編之電影。上映後，行政院新聞局電影事業處和臺北市政府新聞處曾遣派官員往電影院查緝未依規定擅自播放的「台語版」配音版本，並將視違規情況予以處分。

## 劇情簡介
綽號「大頭仔」的吳進成（萬梓良飾）生長在臺灣南部貧窮農家，為討回大哥（小戽斗飾）被詐賭的賭資，手持扁鑽闖入賭場，氣憤之下失手殺害賭場扛霸子鐵虎，被警察逮捕入獄。出獄後，大頭仔卻不為父親（賴德南飾）所接納，只好離家去歌舞團當保鏢，進而結識歌舞女郎阿君（恬妞飾）。
某天，大頭仔為保護阿君，與市仔尾混混紅貓與花猴等人搏鬥受傷。阿君有感大頭仔的見義勇為，遂離開歌舞團，與其同居。但是，大頭仔不能容忍阿君的妖豔打扮，兩人爭吵不休，甚至大打出手。為此，大頭仔在心情不佳下前往賭場，反而識破賭場的作假手段。主持賭場的三郎（陳震雷飾）命令手下錘哥(蔡金錘)（蔡岳勳飾）攜帶改造手槍，尾隨大頭仔，伺機刺殺。錘哥所持手槍卻不慎走火，子彈誤傷到自己，反讓大頭仔救回性命，從此視大頭仔為恩人。因此，大頭仔贏得黑社會老大武雄（陳松勇飾）的賞識，阿君也返回大頭仔身邊。
不久，花猴一行人上門尋仇，將大頭仔打得遍體鱗傷。武雄震怒，親身與市仔尾大哥文輝（孫曉威飾）談判，卻在不久後遭文輝一行人暗算身亡。三郎理所當然地繼承了武雄的位置。大頭仔與錘哥替武雄報仇後，隨即逃亡至林口海邊小屋，欲取出事前所先藏的款項潛逃海外，三郎卻故意密報警察來圍捕兩人。在一陣激烈的槍戰中，鎚哥犧牲了自己，換取大頭仔逃出血路。
後來，大頭仔被法庭判處死刑後，趁法警的一時疏忽脫逃。逃獄後的大頭仔決意尋找三郎報仇，最後在高雄市區的一間公寓找到了三郎的落腳處。大頭仔念在三郎之妻已有身孕的份上，不願讓三郎的小孩喪父，因此只朝三郎腿部開兩槍後便離去。大頭仔回到臺灣北部住所與阿君相會後，警方再度前往逮捕……

## 人物角色
| 角色名稱         | 演員           | 備註                           |
| ---------------- | -------------- | ------------------------------ |
| 吳進成（大頭仔） | 萬梓良         | 黑道份子，大頭仔               |
| 阿君             | 恬妞           | 歌舞女郎，大頭仔的女友         |
| 三郎             | 陳震雷         | 黑道份子                       |
| 武雄（TAKE）     | 陳松勇         | 黑道份子，大頭仔的大哥         |
| 蔡金錘（錘哥）   | 蔡岳勳         | 黑道份子，大頭仔的朋友         |
| 文輝             | 孫曉威         | 市仔尾文輝，殺害武雄老大的兇手 |
| 吳兄             | 小戽斗         | 大頭仔之親兄                   |
| 吳父             | 賴德南         | 大頭仔之父親，對他十分不諒解   |
| 吳母             | 李玉芬         | 大頭仔之母親，視子如命         |
|                  | 鄭進一         |                                |
|                  | 邱淑宜         |                                |
|                  | 李淑楨         |                                |
|                  | 吳俊霖（伍佰） | 大頭仔的小弟                   |
|                  | 張嘉泰         | 法官                           |

## 歌曲
主題曲
- 楊宗憲─《別問阮的名》

插曲
- 葉啟田─《浪子的心情》
- 陳小雲─《舞女》
- 文夏─《風飛沙》

## 獎項
- 第25屆金馬獎
  - 「最佳男主角獎」：萬梓良

## 逸事
電影拍攝之前，為讓萬梓良有所謂「兄弟」的樣子、氣勢，導演蔡揚名特別利用自己人脈，讓萬梓良跟隨某角頭大哥幾個月的時間，以利於培養、揣摩男主角的發揮。
萬梓良和恬妞因本片締結下情份，並於四年後採取電視直播的方式隆重舉行結婚典禮
當時年僅20歲的歌手伍佰也參與了本片的演出，但劇中僅有四句臺詞。

## 當事者
當事人吳進成在1980年曾被判處死刑，後來因為上訴改判成無期徒刑。他僅初中畢業，但文筆很好，在獄中期間將自己的故事寫成自傳《我在黑社會的日子》和《我在死牢的日子》。因在獄中表現良好，1988年因蔣經國逝世獲得特赦，1994年假釋出獄。
吳進成於2006年因涉嫌暴力討債，再度被警方逮捕。2011年11月8日，吳進成涉嫌台灣中部多起暴力討債及詐賭案，被刑事警察局中部打擊犯罪中心拘提到案。

## 備註
1. ↑  香港電影票房 1988 〔華語電影〕 （页面存档备份，存于），〈香港電影票房全紀錄〉
2. ↑  1988年台灣票房 （页面存档备份，存于），〈台灣電影資料庫〉
3. ↑  台灣電影史料庫 （页面存档备份，存于），〈台灣電影資料庫〉
4. ↑  第15屆金馬影后：甜心俏佳人恬妞 （页面存档备份，存于），〈新浪網〉
5. ↑  螢幕上鈕承澤要他做純情伍佰 （页面存档备份，存于），〈中國時報〉
6. ↑  . NOWnews. 2011-11-10  [2015-06-01]. （原始内容存档于2017-02-15） （中文（臺灣））.
7. ↑  曾立. . 中央通訊社. 2006-05-17  [2015-06-01]. （原始内容存档于2020-08-01） （中文（臺灣））.
8. ↑  張協昇. . 《自由時報》. 2011-11-10  [2015-06-01]. （原始内容存档于2020-08-01） （中文（臺灣））.

## 外部連結
- 開眼電影網上《大頭仔》的資料（繁體中文）
- 香港影庫上《大頭仔》的資料（繁體中文）
- 时光网上《大頭仔》的資料（简体中文）
- 豆瓣电影上《大頭仔》的資料 （简体中文）
- 互联网电影数据库（IMDb）上《大頭仔》的资料（英文）
- 大頭仔，〈台灣電影資料庫〉